# Nola
Nola este un oraș în regiunea Campania, în provincia Napoli (Italia).

## Personalități legate de Nola
- Giordano Bruno, teolog și filosof umanist din epoca Renașterii
- Cezar August, primul Împărat Roman a murit la Nola (19 august 14 d.Hr.)

## Localități înfrățite
- Italia, Gubbio
- Italia, Sassari
- Italia, Sutera
- Italia, Palmi
- Italia, Viterbo

## Demografie
Nola - evoluția demografică

|  | Graficele sunt indisponibile din cauza unor probleme tehnice. Mai multe informații se găsesc la Phabricator și la wiki-ul MediaWiki. |

Date: Recensăminte sau birourile de statistică - grafică realizată de Wikipedia